# ORP Ślązak (1941)

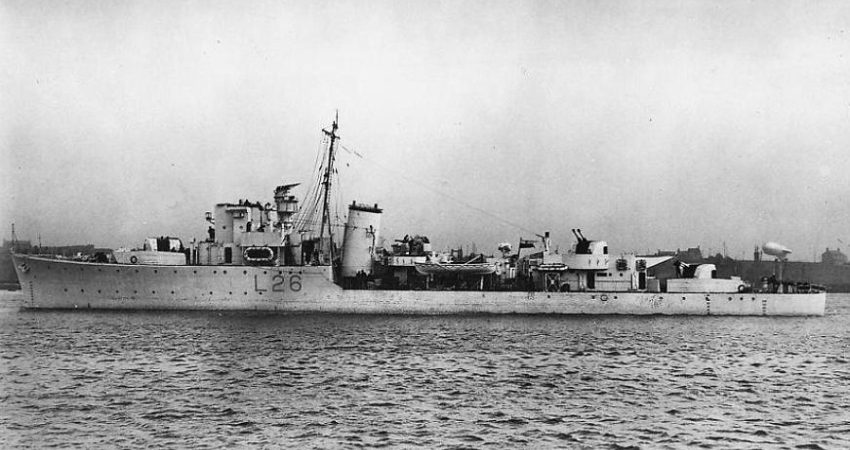
ORP „Ślązak”

ORP Ślązak – ex-HMS „Bedale”, okręt Polskiej Marynarki Wojennej w czasie II wojny światowej. Niszczyciel eskortowy typu Hunt II, w składzie Polskiej Marynarki Wojennej od 30 kwietnia 1942 roku, numer burtowy L26. Jednostka brała udział w rajdzie na Dieppe, pływała w konwojach gibraltarskich, osłaniała desant na Sycylię i lądowanie aliantów pod Salerno oraz w Normandii.

## Historia

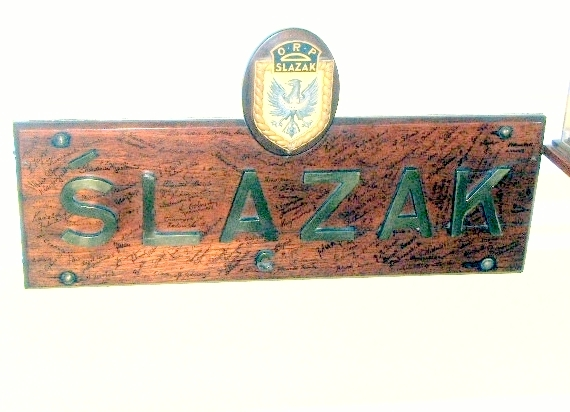
Tablica w Instytucie im. gen. Sikorskiego w Londynie

Podczas rajdu na Dieppe był w akcji 22 godziny, z czego 15 godzin w walce z samolotami, brzegiem i jednostkami pływającymi. Ponad 30 razy otwierał ogień do samolotów zestrzeliwując dwa Dorniery 217, Messerschmitta 109 i Junkersa 88. Dziesięciokrotnie strzelał do baterii nieprzyjacielskich na brzegu, gonił ścigacze i okręty podwodne, uratował zestrzelonego pilota brytyjskiego, oficera i 19 żołnierzy kanadyjskich. Wynik – 4 zestrzelone samoloty plasował „Ślązaka” ex aequo na 1. miejscu pospołu z innym brytyjskim okrętem w klasyfikacji zestrzelonych maszyn w bitwie o Atlantyk w roku 1942.
Wyciągnął z wody 5 Niemców z zatopionego poławiacza min, uratował pilota angielskiego samolotu, 1 oficera i 19 żołnierzy kanadyjskich oraz oficera marynarki, który zmarł na okręcie. Dowódca jednostki, komandor Romuald Nałęcz Tymiński, za dowodzenie okrętem w akcji pod Dieppe (przede wszystkim za złamanie rozkazu i uratowanie z plaży pod Dieppe 82 żołnierzy kanadyjskich w większości z The Royal Regiment of Canada) otrzymał brytyjskie odznaczenie – Distinguished Service Cross.
24 maja 1943 podczas eskortowania konwoju płynącego z Wielkiej Brytanii do Gibraltaru „Ślązak” 6 – krotnie atakował U-Booty bombami głębinowymi. Od tego czasu pełnił służbę na Morzu Śródziemnym. 24 czerwca okręt był atakowany przez niemieckie okręty podwodne. Ataki odparto bez własnych strat. 10 lipca miało miejsce kolejne 3-krotne starcie z U-Bootami.
Podczas inwazji na Sycylię zadaniem polskiego niszczyciela było osłanianie sił inwazyjnych podczas lądowania. 29 lipca „Ślązak” jako dowódca eskorty przeprowadził pomyślnie duży konwój z Gibraltaru docierając do Aleksandrii. Podczas operacji pod Salerno (Włochy). 8–10 września 1943 „Ślązak” przewodził grupie bojowej 9 niszczycieli, które eskortowały uszkodzony pancernik HMS „Warspite”. Następnie uczestniczył w działaniach wojennych w rejonie Sporad i Dodekanezu. W dniach 12–16 września 1943 eskortując brytyjskie pancerniki, „Ślązak” walczył z niemieckimi samolotami. 21 września 1943 na trasie Bizerta – Gibraltar doszło z kolei do ponownego starcia z niemieckimi okrętami podwodnymi. Z kolei 22 października 1943 załodze okrętu udało się wyłowić z morza i wziąć do niewoli 4 niemieckich lotników. 21 grudnia 1943 eskortował konwój wojsk II Korpusu gen. Andersa z Aleksandrii do Brindisi. W styczniu 1944 „Ślązak” uratował 4 lotników z zestrzelonego przez okręt podwodny Wellingtona z 36 Dywizjonu RAF. Uznaniem zasług okrętu była wizyta szefa sztabu brytyjskiej floty na Morzu Śródziemnym admirała Dundasa, który wyraził pochwałę dla załogi okrętu. Było to też symboliczne zakończenie służby okrętu na Morzu Śródziemnym. W kwietniu wraz z okrętem opuścił wody Morza Śródziemnego i udał się do Anglii.
W czasie lądowania w Normandii, 6 czerwca 1944 roku płynął na czele alianckiej floty inwazyjnej. Znajdował się wraz z „Krakowiakiem” w składzie sił „S” i osłaniał działania desantowe na plaży Sword skutecznie zwalczając nadbrzeżne baterie nieprzyjaciela. Kmdr Romuald Tymiński tak opisał te wydarzenia:
5 czerwca w nocy Ślązak był pierwszym niszczycielem na brytyjskim odcinku lądowania, który przeszedł przez kanał wytrałowany w polu minowym przez poławiacze min. Za nim był HMS Middleton. Oba te niszczyciele ustawiły się, każdy w swoim sektorze, pomiędzy brzegiem Normandii a poławiaczami min, by dać im osłonę na wypadek ataku sił nieprzyjacielskich. Ślązak patrolował w odległości około 10 mil morskich od Hawru. 6 czerwca o godz. 6.30 Ślązak podniósł banderę na maszcie i wszedł do akcji wraz z innymi okrętami Force S kontradmirała A. Talbota. Najpierw bombardowaliśmy umocnione pozycje nieprzyjacielskie wzdłuż plaż Ouistreham przed lądowaniem pierwszej fali inwazyjnej amfibijnych czołgów. Wkrótce potem wraz z HMS Middleton ORP Ślązak dał bliskie wsparcie saperskim barkom inwazyjnym, podchodząc do brzegu na około milę. Niemieckie baterie strzelały do naszej formacji gęstym, ale na szczęście niecelnym ogniem. Widocznie były przytłoczone siłą bombardowania naszych okrętów. Tuż przed wylądowaniem amfibijnych czołgów, a w ślad za nimi barek saperskich, przenieśliśmy ogień na cele drugorzędne, by nie razić sił własnych. O godz. 10.45 nawiązaliśmy łączność radiową z wysuniętym obserwatorem artyleryjskim przy 41 Royal Marine Commando. Był to oddział, który »Ślązak« miał wspomagać. O godz. 12.50 na prośbę obserwatora artyleryjskiego rozbiliśmy ogniem bezpośrednim oddział piechoty niemieckiej zagradzający drogę naszym komandosom. W niespełna godzinę po tej udanej akcji, od godz. 13.45 do 14.10, znowu wspomagaliśmy komandosów bombardując, tym razem ogniem pośrednim, poprawianym przez obserwatora, pozycje nieprzyjacielskie. Zanim upłynęło pół godziny, znowu otrzymaliśmy prośbę od obserwatora artyleryjskiego o pilne wsparcie artyleryjskie. Jak wynikało z jego relacji, nieprzyjacielskie pozycje umocnione w lasku pod Lion sur Mer i w domach na wschód od lasku powstrzymywały huraganowym ogniem natarcie komandosów i dosłownie przytłoczyły ich do ziemi. Obserwator artyleryjski prosił o bombardowanie każdego celu po 20 minut. Tymczasem dowódca Force S wydał rozkaz, by nie prowadzić bombardowań bez korygowania upadków salw przez obserwatora. Zapytałem obserwatora, czy będzie korygował nasz ogień. Oświadczył on zdenerwowanym głosem, że nie jest to możliwe. Dodał przy tym, że sytuacja jest tak poważna, że żaden z nich nie może podnieść głowy z indywidualnych okopów. Aby nie tracić czasu na uzyskanie zezwolenia wobec powagi sytuacji, na własną odpowiedzialność rozkazałem otworzyć ogień do wskazanych celów. Po 40 minutach naszego bombardowania obserwator podał, że Niemcy opuścili lasek, ale wciąż trzymają się w domach. Prosił o następne 20 minut ognia do tego celu, co z przyjemnością uczyniliśmy. Gdy powiadomiliśmy obserwatora, że zakończyliśmy bombardowanie, usłyszeliśmy w mikrofonie jego entuzjastyczny głos: Sądzę, że uratowaliście naszą skórę. Dzięki wam za to. Tymczasem dowódca Force S kontradm. Talbot nadał do nas sygnał: Ślązak. Dobra robota. Wieczorem, przed zakończeniem z nami łączności, obserwator artyleryjski raz jeszcze nadał: Dzięki od komandosów.
6 lipca 1944 roku okręt wziął do niewoli pierwszą w II wojnie światowej niemiecką żywą torpedę, biorąc jej pilota do niewoli. 16 października 1944 „Ślązak” eskortował brytyjski okręt „Garth”, na którym wracał król Jerzy VI do Anglii z inspekcji na froncie zachodnim. Ostatnim akcentem wojennej kariery pod polską banderą było wejście do głównej bazy Kriegsmarine w Wilhelmshaven w maju 1945 roku.
28 września 1946 roku okręt został zwrócony Wielkiej Brytanii, w maju 1953 roku został przekazany marynarce indyjskiej, gdzie służył jako „Godavari” (D 92). W 1976 roku wszedł na mieliznę w rejonie Malediwów – po tym wydarzeniu okręt skreślono z listy floty i oddano na złom.

## Bilans działań bojowych ORP „Ślązak”
- Przebytych mil morskich – 104 000;
- Eskortowanych konwojów – 104;
- Przeprowadzonych patroli i operacji – 111;
- Okrętów nawodnych uszkodzonych – 1;
- Nieprzyjacielskich samolotów zestrzelono – 4, prawdopodobnie – 3;
- Okręt uczestniczył wielokrotnie w ratowaniu alianckich samolotów;

## Dowódcy ORP „Ślązak”
- 30.04.1942 – 27.10.1942 kmdr ppor. Romuald Nałęcz-Tymiński
- 27.10.1942 – 18.04.1943 kpt. mar. Bohdan Wroński
- 18.04.1943 – 13.09.1944 kmdr ppor. Romuald Nałęcz-Tymiński
- 13.09.1944 – 17.04.1945 kmdr ppor. Bohdan Wroński
- 07.04.1945 – 28.09.1946 kpt. mar. Wacław Fara

## Polegli w czasie akcji pod Dieppe 19 VIII 1942
- Józef Andrzejewski – st. marynarz
- George Głowski – marynarz

### Opracowania
- Grzegorz Nowak, ORP „Ślązak”, „Okręty” 2011, nr 3(3), s. 81–85.
- Jerzy Pertek, Wielkie dni małej floty, Poznań: Wydawnictwo Poznańskie 1976.
- Jerzy Pertek, Eskortowce „Krakowiak”, „Kujawiak” i „Ślązak”, Gdynia: Wydawnictwo Morskie 1959.
- Marek Wawrzynkowski, ORP Krakowiak, ORP Kujawiak i ORP Ślązak: okręty typu „Hunt II” w polskiej Marynarce Wojennej w latach 1941-1946, Oświęcim: Wydawnictwo Napoleon V 2014.
- Marek Wawrzynkowski, Życie oficerów i marynarzy Polskiej Marynarki Wojennej po zakończeniu II wojny światowej na przykładzie załóg: ORP Kujawiak, ORP Krakowiak i ORP Ślązak [w:] Per aspera ad astra. Materiały z XVI Ogólnopolskiego Zjazdu Historyków Studentów, t. 11: Historia PRL, red. Adam Świątek, Kraków 2008, s. 191–198.
- M.J. Whitley, Destroyers of World War Two: An International Encyclopedia, Annapolis: Naval Instutute Press 2002, ISBN 0-87021-326-1

### Wspomnienia marynarzy ORP Ślązak
- Stanisław Henryk Mayak, Dokąd idziemy?, London: Orbis 1945.
- Romuald Nałęcz-Tymiński, Żagle staw – banderę spuść!, Gdynia: Muzeum Marynarki Wojennej 1999.
- Relacja Romualda Tymińskiego, „Nasze Sygnały” (1981), nr 71, s. 3.